# Isostola dilatata
Isostola dilatata är en fjärilsart som beskrevs av Erich Martin Hering 1925. Isostola dilatata ingår i släktet Isostola och familjen björnspinnare. Inga underarter finns listade i Catalogue of Life.